# Digimon Universe: Appli Monsters
Digimon Universe: Appli Monsters (デジモンユニバースアプリモンスターズ, Dejimon Yunibāsu Apuri Monsutāzu) é um projeto multimídia que faz parte da franquia Digimon, que inclui uma série de televisão de anime, que começou a ser exibida em 1 de outubro de 2016 e também é a oitava temporada da série, porém é considerado um spin-off da franquia. Em Portugal, estreou no Biggs em 14 de setembro de 2018 com o nome "Digimon Universe: App Monsters".

## História
A história se passa em um mundo onde "AppMon" (abreviado para "Appli Monsters"), onde os seres artificialmente inteligentes nascem dentro de aplicativos móveis. O principal protagonista é Haru Shinkai que recebe uma unidade Appli de sua própria e desbloqueia a sua capacidade de trazer AppMon à vida, onde conhece seu parceiro Gatchmon. Juntos, eles precisam restabelecer o equilíbrio entre os dois mundos que estavam chateados pelo computador chamado Leviathan após ele usar um vírus para invadir os sistemas de todos. Eri, Asutora (Astra na versão portuguesa) ou Torajiro juntam-se a Haru depois de receberem o Appli Drive.

### Personagens
- Haru Shinkai

Dublado por: Yumi Uchiyama

O principal protagonista, ele tem 13 anos de idade. Haru gosta de ler e pode julgar as coisas do seu próprio ponto de vista.
- Gatchmon

Dublado por: Kokoro Kikuchi

Parceiro de Haru e AppMon derivado de um aplicativo de busca. Ele gosta de olhar fresco e sua função de pesquisa permite-lhe ensinar muitas coisas.
- Eri Karan

Dublado por: Umeka Shoji

14 anos, Eri é um membro de um grupo ídolo. Alegre e animada do lado de fora, ela é realmente muito solitária.
- Dokamon

Dublado por: Motoko Kumai

Robô parceiro de Eri e AppMon derivado de um jogo de ação com uma atitude forte e leal.
- Torajirō Asuka

Dublado por: Shiho Kokido

11 anos, Torajirō ou Asutora (Astra na versão portuguesa) é um menino de espírito livre e um famoso "Apptuber", que envia vídeos para o site "Apptube".
- Musimon

Dublado por: Nao Tamura

Coelho parceiro de Torajirō e AppMon derivado de um aplicativo de música que gosta de ir com o fluxo, assim como seu parceiro.
- Rei Katsura

Dublado por: Toshiyuki Toyonaga

14 anos de idade, Rei é um misterioso hacker que busca Haru com uma agenda desconhecida e parece saber algo sobre Leviathan. Este o segue com o propósito de salvar Hajime, seu irmão mais novo. Depois de muitas tentativas, Rei consegue salvar seu irmão, mas se encontra na forma de Sleepmon, mas depois este o consegue o acordar, como também volta a ser o Hajime.
- Hackmon

Dublado por: Daisuke Sakaguchi

AppMon de Rei com habilidades de hackear.
- Yujin Ōzora

Dublado por: Makoto Furukawa

13 anos, Yujin é amigo de infância de Haru e um cara de sangue quente que é bom com esportes e é popular com as meninas. É revelado na segunda parte que ele é o quinto Appli Driver, se aventurando com Haru na batalha contra Leviathan. Seu Appli Drive é diferente de qualquer Appli Drive comum, é um Appli Drive DUO. Contudo, Yujin trai os Applidrivers como um membro de Leviathan, mas na verdade é um androide criado pelo Leviathan androide modelo YJ-14. Ele infecta Bootmon e traz o Appmon Deusmon e causa destruição na Terra, como também traz o vilão Leviathan. Entretanto, Leviathan acaba sendo derrotado pelo grupo de Haru, fazendo Yujin recuperar a sua antiga personalidade, mas Leviathan usa sua consciência para ser transferida no androide. O androide dá duas escolhas, deter Leviathan ou não, sendo que isso implicaria na vida ou morte de Yujin. A consciência de Yujin volta a tona e detêm Haru e Yujin escolhe deter Leviathan, mas isso resultou em sua morte. Yujin depois aparece para Haru no fim do último episódio.
- Offmon

Dublado por: Yū Shimamura

Ele é parceiro de Yujin. É derivado de um aplicativo de jogos offline. Ao chegar na forma Kiwami para Shutmon adquirindo uma personalidade assassina, mas graças a Yujin, Offmon consegue superar seu lado agressivo que o dominava.
- Hajime Katsura

Dublado por: Inori Minase
8 anos, Hajime é o irmão mais novo de Rei. Ele consegue resolver um problema que foi proposto por Leviathan, depois ao entrar num prédio, ele tem seu corpo tragado por Leviathan. Ele depois é acorrentado e cria um Appmon artificial Bootmon. Hajime também instala um programa de fuga em Bootmon para que este não possa ser pego por Leviathan. Depois, ele é transformado no Sleepmon em que seria sujeito a ficar dormindo. Contudo, Rei consegue acordar seu irmão, voltando a sua real forma e tem ajudado os Applidrivers a ter êxito contra Leviathan.
- Bootmon

Dublado por: Tomo Muranaka
Ele é parceiro de Hajime, que foi criado. Bootmon seria a chave para causar uma grande calamidade, então Hajime instala um programa de fuga para que este não fosse pego. Depois de muitas tentativas, os Applidrivers consegue alcançá-lo, mas Yujin se revela um androide e abate Bootmon e o androide corrompe o chip de Bootmon e usa para digitalizar a cidade. Como Leviathan foi derrotado, ele passa a ter uma vida normal junto dos Applidrivers.
- Ai Kashiki

Dublado por: Mai Fuchigami

13 anos, Ai é colega de Haru que tem um tipo e personalidade gentil e é muito popular entre os seus pares e quem Haru admira. Ela depois descobre sobre os fatos de Appmon.
- Takeru Wato

Dublado por: Ryō Hirohashi

13 anos, Takeru também é conhecido como "Watson", é colega de Haru que gosta de smartphones, jogos e outros itens digitais.
- Denemon Shinkai

Ele é avô de Haru. Ele criou a inteligência Minerva que beneficiaria o mundo, mas uma inteligência do mal aparece para causar caos e destruição como Leviathan e ele faz o possível para salvar Minerva. Para continuar sua luta, ele digitaliza sua consciência nos computadores, seu corpo real se foi mas sua consciência permaneceu viva. Ele tem ajudado Haru na batalha contra Leviathan. Depois, seu corpo sofre um Appli Arise e tem seu corpo materializado, assim como dos outros Appmons e começa a viver na biblioteca ajudando Ai, mas este começa a sentir os efeitos de um humano de verdade.

## Mangá
A Shueisha publicou em japonês duas adaptações em formato mangá da série. A primeira tem o mesmo titulo da série animada, foi ilustrada por Akamine Naoki e serializada entre 21 de Setembro de 2016 e 21 e Agosto de 2017 na revista V Jump. A segunda adaptação foi intitulada Digimon Universe Appli Monsters: Appmon Gakuen (Original: デジモンユニバース アプリモンスターズ アプモン学園, Romanizado: Dejimon Yunibāsu Apuri Monsutāzu Apumon gakuen), ilustrada por Hirose Katsumi e serializada na revista Saikyō Jump de 1 de outubro de 2016 até 4 de Agosto de 2017.